# Parchi nazionali del Lago Turkana
I parchi nazionali del Lago Turkana sono un gruppo di tre parchi nazionali situati in Kenya. Vennero inseriti tra i patrimoni dell'umanità dell'UNESCO nel 1997, e la sua iscrizione venne modificata nel 2001. Il parco è considerato importante a causa del suo utilizzo quale tappa fatto dagli uccelli migratori, come luogo di riproduzione per i coccodrilli del Nilo, gli ippopotami ed i serpenti. Contiene anche fossili nei depositi di Koobi Fora che sono unici al mondo. Le tre parti del patrimonio sono costituite dal Parco nazionale di Sibiloi e da due isole situate all'interno del lago Turkana.